# شهرستان گلاوینیتسا
شهرستان گلاوینیتسا (به بلغاری: Glavinitsa Municipality) یک شهرستان در بلغارستان است که در استان سیلیسترا واقع شده‌است. شهرستان گلاوینیتسا ۴۸۱٫۲۳ کیلومتر مربع مساحت و ۱۲٬۶۱۰ نفر جمعیت دارد.